# Cyanea lanceolata
Cyanea lanceolata là loài thực vật có hoa trong họ Hoa chuông. Loài này được (Gaudich.) Lammers, Givnish & Sytsma mô tả khoa học đầu tiên năm 1993.